# Manaka Mikio
Mikio Manaka (sinh ngày 22 tháng 5 năm 1969) là một cầu thủ bóng đá người Nhật Bản.

## Sự nghiệp câu lạc bộ
Mikio Manaka đã từng chơi cho JEF United Ichihara, Brummell Sendai, Omiya Ardija và Yokohama FC.

## Thống kê câu lạc bộ

### J.League
| Đội                 | Năm       | J.League | J.League | J.League Cup | J.League Cup | Tổng cộng | Tổng cộng |
| Đội                 | Năm       | Trận     | Bàn      | Trận         | Bàn          | Trận      | Bàn       |
| ------------------- | --------- | -------- | -------- | ------------ | ------------ | --------- | --------- |
| JEF United Ichihara | 1992      | -        | -        | 0            | 0            | 0         | 0         |
| JEF United Ichihara | 1993      | 6        | 0        | 1            | 0            | 7         | 0         |
| JEF United Ichihara | 1994      | 27       | 0        | 0            | 0            | 27        | 0         |
| JEF United Ichihara | 1995      | 48       | 0        | -            | -            | 48        | 0         |
| JEF United Ichihara | 1996      | 20       | 0        | 14           | 0            | 34        | 0         |
| Yokohama FC         | 2001      | 17       | 1        | 3            | 0            | 20        | 1         |
| Yokohama FC         | 2002      | 19       | 0        | -            | -            | 19        | 0         |
| Yokohama FC         | 2003      | 28       | 2        | -            | -            | 28        | 2         |
| Yokohama FC         | 2004      | 4        | 0        | -            | -            | 4         | 0         |
| Tổng cộng           | Tổng cộng | 169      | 3        | 18           | 0            | 187       | 3         |